# Club Esportiu Europa
Club Esportiu Europa är en spansk fotbollsklubb från Barcelona. De har spelat tre säsonger i Primera División. Europa var med i debutsäsongen 1929. Laget håller dock inte samma klass idag och det befinner sig i grupp fem i Tercera División. Klubben har också ett basketlag som är ett av Spaniens äldsta basketlag.